# غرانت روزنبرغ
غرانت روزنبرغ (بالإنجليزية: Grant Rosenberg)‏ هو كاتب سيناريو أمريكي، ولد في 3 ديسمبر 1952.

## وصلات خارجية
- غرانت روزنبرغ على موقع IMDb (الإنجليزية)
- غرانت روزنبرغ على موقع قاعدة بيانات الفيلم (الإنجليزية)